# Bondol
Bondol is een bestuurslaag in het regentschap Bojonegoro van de provincie Oost-Java, Indonesië. Bondol telt 1991 inwoners (volkstelling 2010).